# Districtele Norvegiei

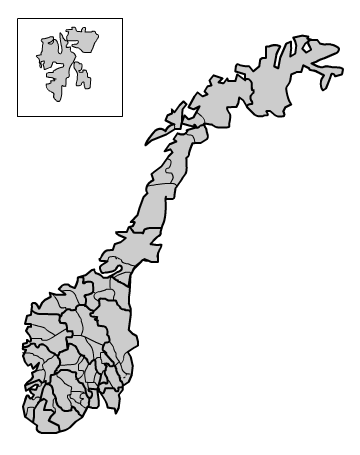
Districtele Norvegiei

În afară de împărțirea administrativă oficială, Norvegia poate fi împărțită în niște regiuni tradiționale numite districte (în norvegiană landskap). Multe dintre aceste regiuni au rădăcini istorice adânci și coincid doar parțial cu unitățile administrative actuale (fylke (provincii) și comune). Regiunile tradiționale (districtele) sunt delimitate prin forme de relief, de obicei văi, munți, câmpii sau țărmuri. Multe din aceste regiuni erau mici regate până la începutul erei vikingilor, în jurul secolului al IX-lea.

## Identitatea regională
O mare parte dintre norvegieni se identifică mai mult cu regiunea în care trăiesc sau din care provin, decât cu unitatea administrativă oficială în a cărei jurisdicție se află. Un motiv semnificativ este faptul că limitele geografice ale regiunilor desemnează zonele în care se poate călători fără prea mult efort și cheltuială de timp și bani (aici ne referim la călătoria pe jos sau cu schiuri, în căruțe și sănii trase de cai sau boi sau cu sănii trase de câini). Drept urmare, dialectele și alte caracteristici regionale ale culturii populare au tendința să corespundă cu aceste regiuni geografice, nu cu diviziunile administrative stabilite de autorități.

## Lista regiunilor tradiționale (districte înainte de 2020)
Următoarea listă este incompletă, iar unele regiuni sunt suprapuse.

### Nord-Norge
- Helgeland (conform, Hålogaland)
- Lapland
- Lofoten
- Ofoten
- Salten
- Vesterålen

### Østlandet
- Eiker
- Follo
- Glåmdal
- Grenland
- Gudbrandsdalen
- Hadeland
- Hallingdal
- Hedemarken
- Land
- Midt-Telemark
- Numedal
- Odalen
- Øst-Telemark
- Østerdalen
- Ringerike
- Romerike
- Solør
- Toten
- Valdres
- Vestmar
- Vest-Telemark
- Viken
- Vinger

### Sørlandet
- Dalane
- Setesdal
- Vestmar

### Trøndelag
- Fosen
- Gauldalen
- Helgeland
- Innherad
- Namdalen
- Nordmøre
- Orkdalen
- Stjørdalen

### Vestlandet
- Dalane
- Hardanger
- Haugalandet
- Jæren
- Midhordland
- Nordfjord
- Nordhordland
- Nordmøre
- Romsdal
- Ryfylke
- Sogn
- Sunnfjord
- Sunnhordland
- Sunnmøre
- Voss